# Хајнинген (Округ Гепинген)
Хајнинген (њем. Heiningen) општина је у њемачкој савезној држави Баден-Виртемберг. Једно је од 38 општинских средишта округа Гепинген. Према процјени из 2010. у општини је живјело 5.383 становника. Посједује регионалну шифру (AGS) 8117030.

## Географски и демографски подаци
Хајнинген се налази у савезној држави Баден-Виртемберг у округу Гепинген. Општина се налази на надморској висини од 381 метра. Површина општине износи 12,5 km². У самом мјесту је, према процјени из 2010. године, живјело 5.383 становника. Просјечна густина становништва износи 432 становника/km².